# Велика Данилівка
Велика Данилівка — мікрорайон у Київському адміністративному  районі міста Харків, колишнє село. Велика Данилівка увійшла до складу міста у другій половині ХХ століття (частково у 1963 році, остаточно у 1986 році).
У Великій Данилівці розповсюджена приватна малоповерхова забудова. Населення на 2003 рік понад 5000 осіб, кількість вхідних в міську межу будинків (без дачних ділянок) на той же рік — 2200.

## Географічне положення
Велика Данилівка розташована в заплаві річки Харків (басейн Сіверського Дінця), по обидва її береги (первісно на лівому, низькому березі). Спочатку селище розташовувалося навпроти вигину річки Харків, в районі нинішньої вулиці Басейної.
Центральна вісь селища — вулиця Генерала Удовиченка на лівому березі і вулиця Максима Рильського на правому.
Ділиться на більш «молоду» Ближню Данилівку (правобережну), що входила до складу Харкова з 1963 року, і історичну Дальню Данилівку  (лівобережну), що увійшла до складу міста близько 1986 року.

### Межі мікрорайону
Знаходиться в північно-північно-східній частині Київського адміністративного району міста.
- З заходу — річка Очеретянка.
- З півдня — район Сосновий Бір і Піски (лівий берег), гача по вул. Героїв праці та Шишківка (правий).
- Зі сходу — Північна Салтівка і МЖК «Інтернаціоналіст».
- З півноч — Харківська окружна дорога.

### Річки і струмки
- Харків (річка) — ліва притока Лопані, протікає з правого боку, потім по центру селища.

Зверху вниз за течією: 
- Бобрівка — ліва притока Харкова, впадає в закруті на межі забудови. Витік — село Бобрівка.
- Манжосів струмок — ліва притока Харкова. — вулиця Метробудівників, Північна Салтівка (Манжосів яр).
- Кітлярчин струмок — ліва притока Харкова, в спекотний час пересихає. Витік — вулиця Яни Червоної, Північна Салтівка (Кітлярчин яр).
- Очеретянка — права притока Харкова, оточує селище з боку селища Жуковського. Права притока Харкова, обмежує селище з боку селища Жуковського. Витік — Очеретянський Бір в Лісопарку за Кільцевою дорогою.
- Журавлівське водосховище — в Велику Данилівку входить його верхня частина вище гачі по вулиці Героїв Праці.
- Озеро Квітуче — розташоване на Стадницькому струмку, вздовж озера проходить вулиця Квітуча.
- Очеретяне озеро — розташоване на річці Очеретянка.

### Мости
Через річку Харків є три мости (зверху вниз за течією):
- Дерев'яний пішохідний місток між вулицями Річкова в Великій Данилівці (лівий берег) і Кромській в Кромах (правий берег).
- Данилівський (Великий Данилівський) — бетонний автомобільний міст (1985), що сполучає вулиці Максима Рильського (правий берег) та Генерала Удовиченка (лівий берег).
- Квітучий — підвісний пішохідний міст, що сполучає піщану косу з боку вулиці Запорожців (правий берег) з Квітучою вулицею (лівий берег).

## Історія

Велика Данилівка на мапі 1783 року.

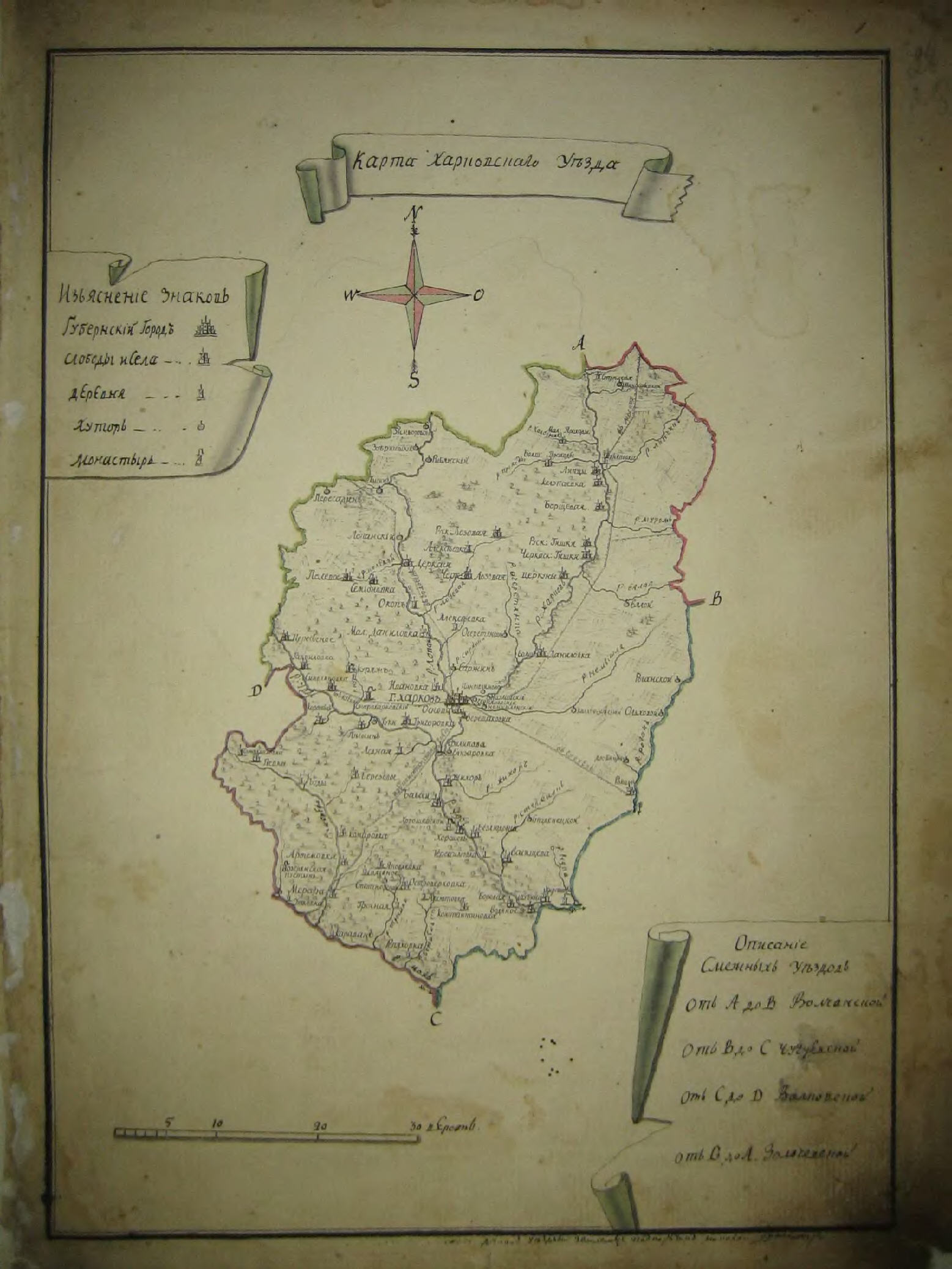
Мапа Харківського повіту, 1787 року. Велика Данилівка розташована на північ від міста Харкова.

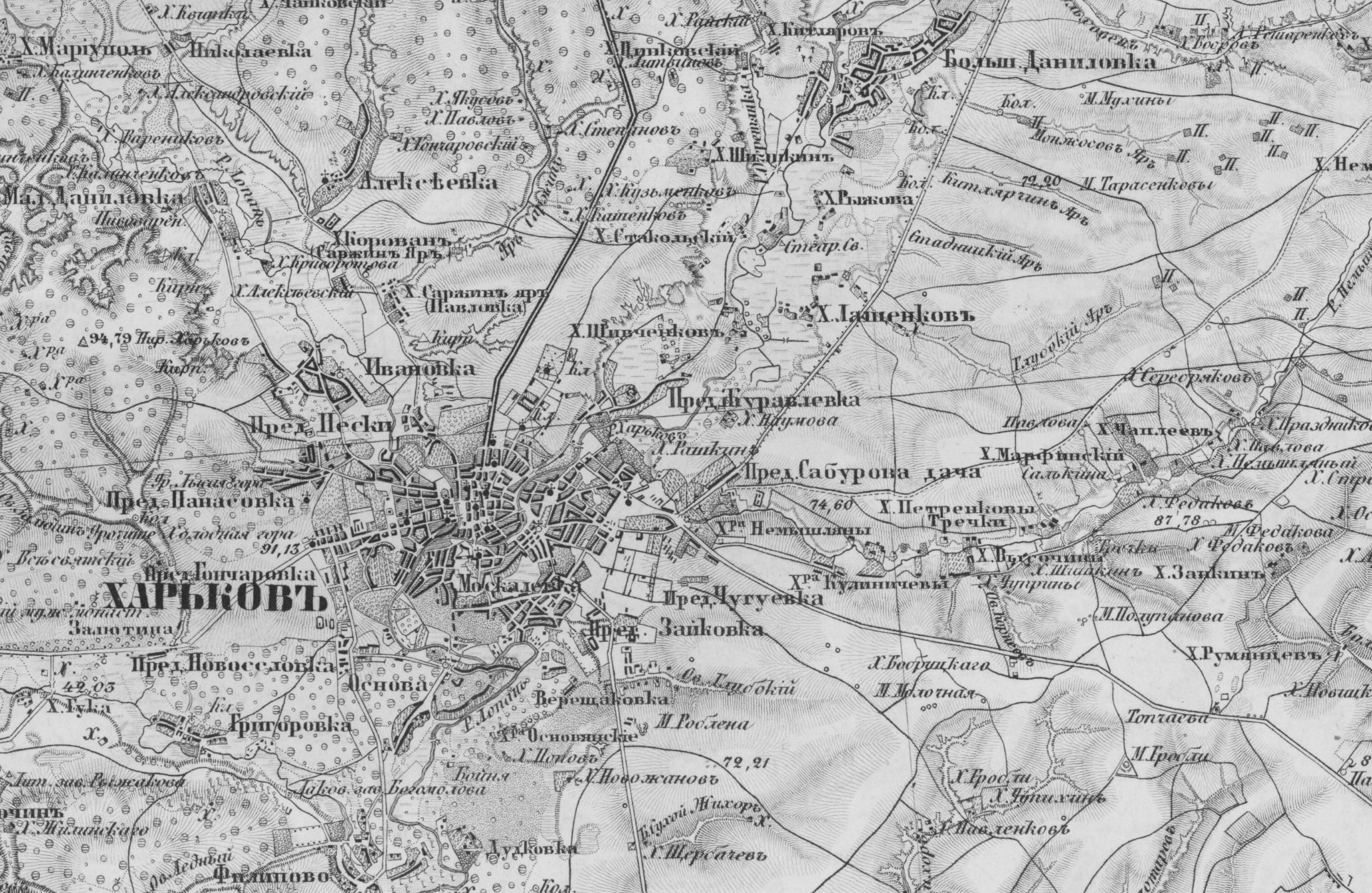
Мапа Харкова та околиць 1863 року. Велика Данилівка розташована на північ від міста Харкова.

### Археологічні знахідки
Територія Великої Данилівки багаті археологічними знахідками. Зокрема залишилися знахідки Бронзової доби: поселення катакомбної культури, культури багатопружкової кераміки, зрубної культурно-історичної спільності, бондарихинської культури. Також біля Великої Данилівці залишилися пам’ятки перехідного періоду від бронзової доби до залізної які залишили кімерійці. Також виявлені залишки перебування на території Великої Данилівки скіфів, а також представників черняхівської культури, та культури полів поховань.
Зокрема у Великій Данилівці курганний могильник з 23 насипів який розташований на правому березі річки Харків, на північно-західній частині селища. Серед науковців які вивчали археологічні знахідки у селищі був Б.А. Шрамко, який вивчав поховання скіфської доби датовані V-IV століттям до н.е.

### Окрема територіальна одиниця
Спочатку це був Данилівський хутір, що належав Покровському монастирю.
Велика Данилівка була вже відома (існувала) як село у 1671 році. Більша частина села належала козакам та помічникам Харківського слобідського козацького полку, які постійно мешкали у Харкові. Вони почали переселятися до Великої Данилівки після 1765 року, коли було скасовано полковий устрій Слобідської України . За переписом 1732 року в Великій Данилівці було 176 будинків і 1030 мешканців.
У 1729 році данилівці написали листа Харківському козацькому полковнику з проханням допомогти з побудовою нового храму замість того, що згорів раніше. Харківський полковник виділив дерево на побудову нового Георгіївського храму. Також зазначається, що перший храм Великомученика Георгія з’явився не пізніше 1655 року. Побудований новий храм було освячено у 1760 році.
Населення Великої Данилівки в 1779 році становило: 835 військових обивателі і 51 власницьких підданих душ (враховувалися тільки чоловіки; жінок не рахували, тому що вони не платили податків). Таким чином, Данилівка в той час була шостим за кількістю населення населеним пунктом Харківського повіту (886 душ чоловічої статі), поступаючись тільки військовим слободам Деркачам (2433), Мерефі (1244), Соколовому (1118), казенним селами Липцям (1628), Руським і Черкаським Тишкам (1244).
У 1787 році землі слободи Великої Данилівки належали військовим обивателям, власникам капітану Федорову, підпоручнику Олександру Івановичу Квітці, підпоручнику Івану та реєстратору Євстафію Григоровичу Барабашовим, поручнику Костянтину, прапорщику Олексію Опанасовичу Протопопову, реєстратору Івану Єгоровичу Моренкову, харківському священику Івану Кіндратовичу Кіндратовичу, Харківському колегіуму монастиря, а також харківським військовим обивателям. На річці Харків розміщувалися два млини. Перший млин — напроти садиби поміщиків Квіток, який надавав до шести десяти чвертей хліба. Другий млин на кінці селища —  Харківському колегіуму монастиря, який використовували для своїх потреб. На річці Очеретянці ще чотири млини які належали військовим обивателям, які використовувалися також для власних потреб. Ці останні млини працювали лише восени. Слобода у той час простягалася по обидва боки річки Харків, річки Очеретянка, протоки Вільхівець, ярів Корочінкова, Парецького, Заярного, Прістінного, Шевськаго, Курилова, Луб'янки, Полтавцової долини, Панасенкова, Манжаєва, Беспалова і великих доріг, що лежать з міст Білгорода та Вовчанська до Харкова. Військові обивателі мають промисел, їздять в донські станиці і міста Черкаськ і Азов з гарячим вином, а там закуповують червону рибу і сіль, яку продають в слободі і в навколишніх селищах, інші продають в своїх будинках з вільної ціною горілку, пиво, мед і вишнівку, також займаються ковальством, кравництвом, гончарством, теслярством і швацтвом,інші мешканці задовольняються від винокуріння, а здебільшого від землеробства і скотарства. Землі на себе заорюють до двох тисяч десятин, піддані черкаси з інших селищ на поміщиків до сімдесяти десятин, а решту обробляють на себе. Церковна земля розташована з обох боків протоку Вільховець. Населення слободи налічувало військових обивателів 790 чоловічої статі та 791 жіночої по ревізії (по факту 897 чоловічої та 888 жіночої), а також з відставних гусар (27 чоловічої статі та 28 жіночої). Кількість дворів налічувала 164. Крім того, військовим обивателям належали землі у селі Циркуни.
У 1862 році, замість старої церкви, на кошти прихожан побудовано новий кам’яний Георгіївський храм.
За даними на 1864 рік у казенному селі Харківської волості 2-го стану  Харківського повіту мешкало 3091 особа (1511 чоловічої статі та 1580 — жіночої), налічувалось 437 дворових господарств, існували  вже 2 православні церкви та цегельний завод. Само село на той час розташовувалося від Харкова на відстані 10 верст.
Станом на 1897 рік у селі мешкало 4 719 осіб (2 324 чоловічої, та 2 395 жіночої статі).
Активна забудова та розростання Великої Данилівки в сторону Харкова почалося наприкінці XIX століття, за рахунок засипання болотистої місцевості в заплаві річки Харків.
Згідно з Довідковою книгою Харківської єпархії у 1904 році у слободі Великій Данилівці розташовувався трьох престольний кам’яний  храм Великомученика Георгія (побудовано у 1862 році). Головний престол присвячено Георгію, лівий — на честь ікони Охтирської Божої матері, правий — на честь Покрови святої Богородиці. Слобода розташовувалася в дев’яти верстах від міста Харків. Парафія складалася з 2 496 осіб чоловічої статі, та 2 446 жіночої. Клір складався зі священика, диякона  та двох псаломщиків. На 1904 рік священиком був Василь Лебедєв (у цій слободі священиком з 1897 року), дияконом був Куніцин Сергій, псаломщиками Семен Клеванов та Петро Шебатинський. Церковним старостою був селянин Антоній Сидоренко.
Станом на 1914 рік село було центром Велико-Данилівської волості, кількість мешканців зросла до 5586 осіб.
3 червня 1957 року надано статус смт.
У 1960 році Борис Шрамко провів у селищі Велика Данилівка довивчення зруйнованого під час другої світової кургану № 1 з двома похованнями скіфської доби. Поховання були датовані V-IV століттям до н.е.

### Частина Харкова
До 1963 селище належало до Харківського району Харківської області. В цьому році в міську межу увійшла Данилівка I (Ближня Данилівка, в основному правобережна, до автомобільного мосту).
З початком будівництва Північної Салтівки у 1980-х роках до Московського адміністративного району міста Харкова приєднали Дальню Данилівку (тобто, власне історичну Велику Данилівку).
У 1993-1994 роках розпочалося будівництво нового Покровського храму.
З 1994 року  Велика Данилівка належить до Київського адміністративного району.

## Інфраструктура

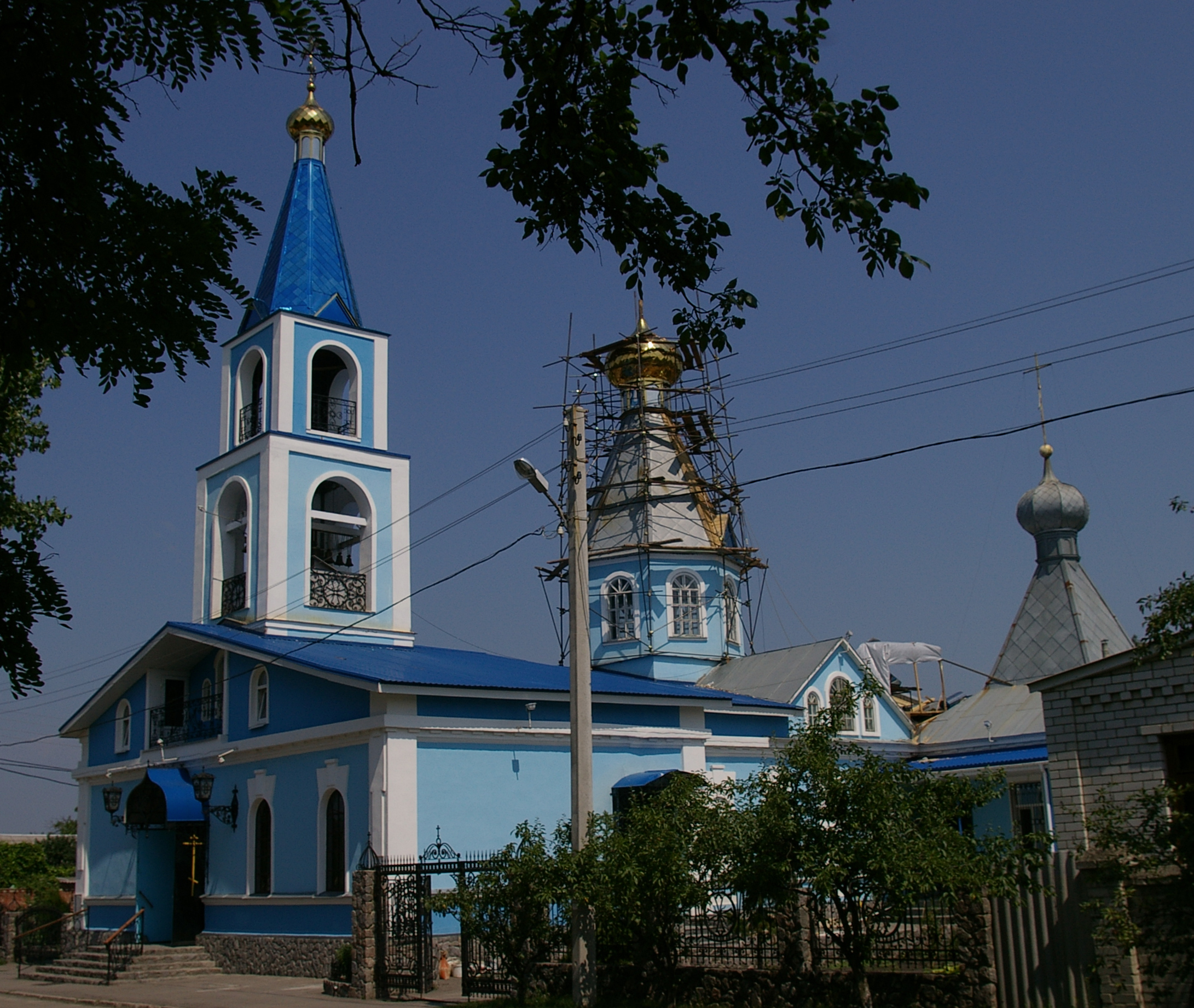
Покровський храм

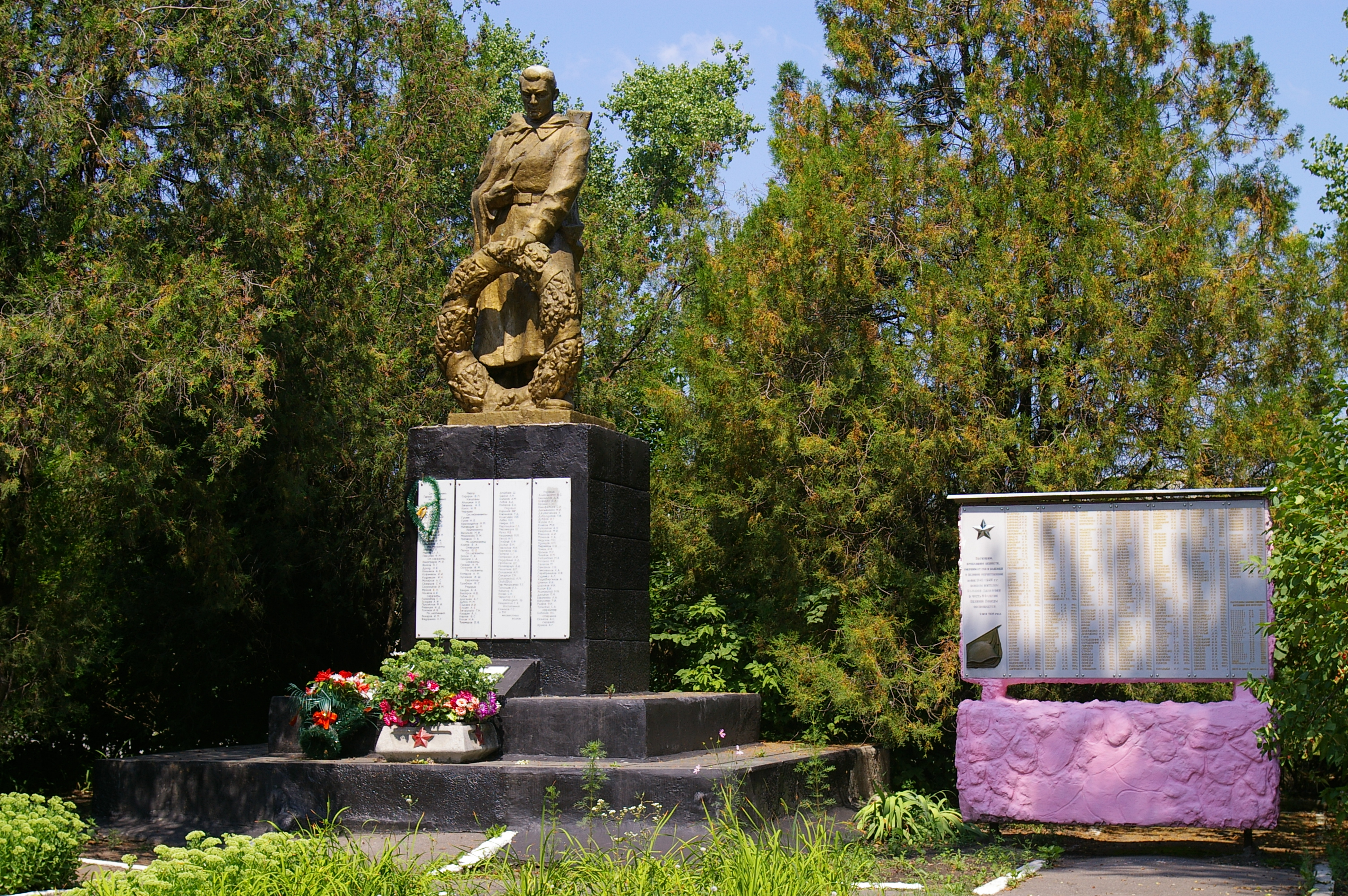
Пам'ятник радянським воїнам, які загинули під час німецько-радянської війни

### Освіта і наука
- Загальноосвітня школа № 96 (вулиця Генерала Удовиченка, 24);
- Дитячий садок № 4 (вулиця Генерала Удовиченка, 4);

### Лікарні
- Поліклініка (Енергодарська вулиця, 1)

### Пошта
- Відділення поштового зв'язку АТ «Укрпошта» № 107 (Енергодарська вулиця, 1)

### Релігія
- Покровська церква (вулиця Генерала Удовиченка, 36)

### Дозвілля
- Георгіївська площа
- Данилівське лісництво
- Будинок культури
- Журавлівський гідропарк

## Транспорт
У Великій Данилівці немає метрополітену, трамваю та тролейбусу. Транспортне сполучення підтримується маршрутними таксі та автобусами.

### Автобуси і маршрутне таксі
- № 31 (станція метрополітену «Університет» -Велика Данилівка)
- № 80 (208е) (станція метрополітену «Героїв праці»-Велика Данилівка)

## Відомі особи
Уродженці:
- Зозуля Іван Федорович — харківський лірник.
- Каліберга Павло Пилипович — український кобзар.
- Григорій Середа — український радянський психолог, викладач Харківського національного університету імені В. Н. Каразіна.
- Григорій Сосідко — український військовик, підполковник Дієвої армії УНР, живописець, театральний режисер аматорського театру, актор.